# قاضي أخوي (بهي دهبكري)
قاضي أخوي (بالفارسية: قاضی‌اخوی) هي قرية تقع في إيران في قسم بهي دهبکري الريفي. يقدر عدد سكانها بـ 210 نسمة بحسب إحصاء 2016.